# Caprolagus hispidus
Caprolagus hispidus (tên tiếng Anh: Hispid hare) là một loài động vật có vú trong họ Leporidae, bộ Thỏ. Loài này được Pearson mô tả năm 1838.

## Hình ảnh

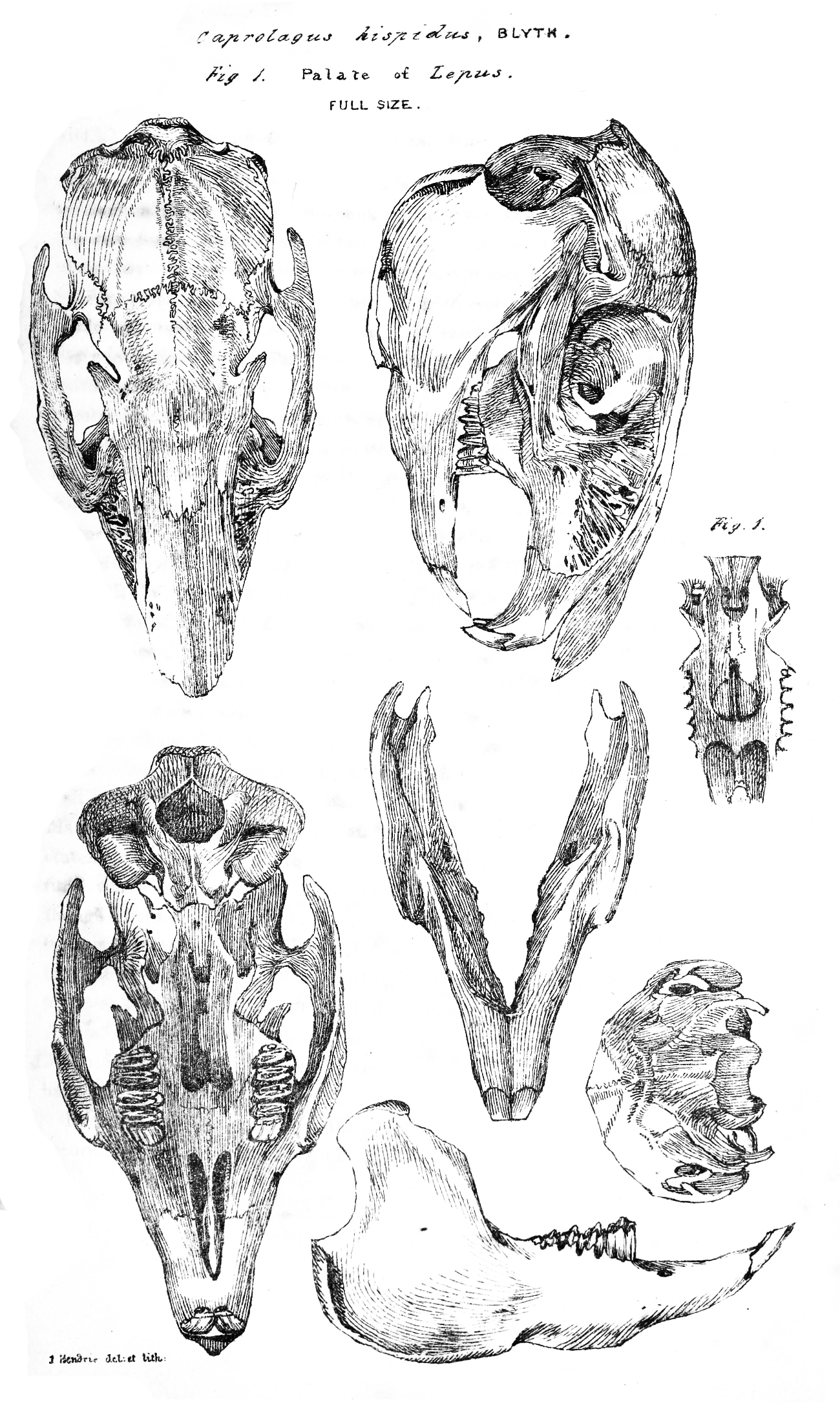